# Stagno Forlidas
Lo Stagno Forlidas (in lingua inglese: Forlidas Pond) è uno stagno rotondo e ghiacciato, con un diametro di 100 m, situato in una valle morenica a est dell'estremità settentrionale del Forlidas Ridge, nel Massiccio Dufek dei Monti Pensacola in Antartide.
Riveste un notevole interesse per i biologi in quanto è l'unico stagno della porzione settentrionale dei Monti Pensacola. Lo stagno è stato scoperto e brevemente investigato nel dicembre 1957 da un gruppo statunitense con base alla Stazione Ellsworth in occasione dell'Anno geofisico internazionale
La denominazione è stata assegnata, assieme a quella del Forlidas Ridge, su proposta del geologo Arthur B. Ford, dell'United States Geological Survey (USGS), che aveva condotto ricerche geologiche in quest'area nel 1978-79 .

## Conservazione
Lo stagno Forlidas, assieme alla Valle Davis situata a circa 500 m di distanza e altre valli adiacenti prive di ghiaccio, forma uno dei più meridionali sistemi di valli secche sul continente antartico e riveste un rilevante interesse scientifico per l'interpretazione dei precedenti eventi glaciali e dell'evoluzione del clima in Antartide. Il sito ricade sotto la protezione del Trattato Antartico, dove è inserito come Antarctic Specially Protected Area (codice ASPA 119).